# Gare d'Anjō
La gare d'Anjō (安城駅, Anjō-eki) est une gare ferroviaire de la ville d'Anjō, dans la préfecture d'Aichi, au Japon. La gare est exploitée par la Central Japan Railway Company (JR Central).

## Situation ferroviaire
La gare d'Anjō est située au point kilométrique (PK) 333,7 de la ligne principale Tōkaidō.

## Historique
La gare d'Anjō a été inaugurée le 16 juin 1891.

## Service des voyageurs

### Accueil
La gare dispose d'un bâtiment voyageurs, avec guichets, ouvert tous les jours.

### Desserte
- Ligne principale Tōkaidō :
  - voies 1 et 2 : direction Nagoya et Ōgaki
  - voie 3 : direction Okazaki, Toyohashi et Hamamatsu